# Гојца
Гојца или Гојица је ненасељено острвце у хрватском дијелу Јадранског мора. Налази се у групи Паклених отока у средњој Далмацији између рта Изметишће на острву Свети Клемент од којег је удаљен 0,45 km и улаза у луку града Хвара од које је удаљен 3 km. Његова површина износи 0,021 km², док дужина обалске линије износи 0,56 km. Највиши врх је висок 10 m. Административно припада Граду Хвару у Сплитско-далматинској жупанији.